# Vestkollen
Vestkollen är en bergstopp i Antarktis. Den ligger i Östantarktis. Australien gör anspråk på området. Toppen på Vestkollen är 426 meter över havet.
Terrängen runt Vestkollen är kuperad västerut, men österut är den platt. Trakten är glest befolkad. Närmaste befolkade plats är Mawson Station, 12,4 kilometer nordväst om Vestkollen. 